# Jackson Jean
 (janvier 2025).
La mise en forme du texte ne suit pas les recommandations de Wikipédia : il faut le « wikifier ».
Les points d'amélioration suivants sont les cas les plus fréquents :
- Les titres sont pré-formatés par le logiciel. Ils ne sont ni en capitales, ni en gras.
- Le texte ne doit pas être écrit en capitales (les noms de famille non plus), ni en gras, ni en italique, ni en « petit »…
- Le gras n'est utilisé que pour surligner le titre de l'article dans l'introduction, une seule fois.
- L'italique est rarement utilisé : mots en langue étrangère, titres d'œuvres, noms de bateaux, etc.
- Les citations ne sont pas en italique mais en corps de texte normal. Elles sont entourées par des guillemets français : « et ».
- Les listes à puces sont à éviter, des paragraphes rédigés étant largement préférés. Les tableaux sont à réserver à la présentation de données structurées (résultats, etc.).
- Les appels de note de bas de page (petits chiffres en exposant, introduits par l'outil «  Source ») sont à placer entre la fin de phrase et le point final[comme ça].
- Les liens internes (vers d'autres articles de Wikipédia) sont à choisir avec parcimonie. Créez des liens vers des articles approfondissant le sujet. Les termes génériques sans rapport avec le sujet sont à éviter, ainsi que les répétitions de liens vers un même terme.
- Les liens externes sont à placer uniquement dans une section « Liens externes », à la fin de l'article. Ces liens sont à choisir avec parcimonie suivant les règles définies. Si un lien sert de source à l'article, son insertion dans le texte est à faire par les notes de bas de page.
- La présentation des références doit suivre les conventions bibliographiques. Il est recommandé d'utiliser les modèles {{Ouvrage}}, {{Chapitre}}, {{Article}}, {{Lien web}} et/ou {{Bibliographie}}. Le mode d'édition visuel peut mettre en forme automatiquement les références.
- Insérer une infobox (cadre d'informations à droite) n'est pas obligatoire pour parachever la mise en page.

Pour une aide détaillée, merci de consulter Aide:Wikification.
Si vous pensez que ces points ont été résolus, vous pouvez retirer ce bandeau et améliorer la mise en forme d'un autre article.
Jackson Jean (né le 19 novembre 1995 aux Cayes, Haïti) est un activiste politique et journaliste connu pour son engagement en faveur des droits économiques, sociaux et culturels des personnes haïtiennes et noires de l'hémisphère et le droit de l'environnement. Il est particulièrement populaire pour son travail de plaidoyer et son implication dans la défense des personnes afrodescendantes et des migrants en Argentine.

## Biographie
Jean se dédie a faire des plaidoiries locales, régionales et internationales pour le respect et la dignité des Noirs et Haïtiens et a écrit pour divers medias latino-américains sur la situation politique et des droits humains en Haïti ainsi que des médias locaux notamment El Grito del Sur, où il se fait un nom en abordant des sujets  sociaux et politiques sensibles en Argentine tels que le racisme, la discrimination et la xénophobie. Son style incisif et sa capacité à donner une voix aux opprimés lui valent un respect croissant parmi ses pairs et dans les communautés qu'il soutient. Il devient une figure importante dans le débat public sur les questions de justice sociale et ethnico-raciale, et de droits humains des afrodescendants, migrants et réfugiés en Argentine et à l'échelle internationale,.

### Famille et jeunesse
Jackson Jean est né à l'hôpital Immaculée Conception des Cayes, dans le département du Sud en Haïti. Peu après sa naissance, sa famille a déménagé à Port-au-Prince puis à Carrefour, où il a grandi avec sa petite sœur et frère. En 2021, il a eu une fille, Lisa(avec Snyre Charles).

## Parcours de son activisme

### Haïti
Encore adolescent, Jean s'est engagé dans les affaires politiques et sociales de sa communauté. En 2012, il a rejoint la Brigade Communautaire d'Haïti pour la Paix de Carrefour où il militait pour l'environnement, le droit a la paix et le droits des enfants & des jeunes (souvent victime du phénomène de «restavèk»).

### Argentine
En décembre 2016, en raison de la violence politique et généralisée, et les crises humanitaires en Haïti, Jackson et sa famille migrent en Amérique du Sud. En Argentine, il devient rapidement un acteur clé dans la défense des droits humains, des personnes afrodescendantes et des migrants. Il milite au sein de la Commission 8 de Noviembre et d'Agenda Migrante, et utilise les médias pour dénoncer les inégalités et les injustices en Amérique Latine et en Haïti,,,,,,,.

## Histoire académique et professionnelle

### Éducation
Jackson Jean a terminé ses études secondaires avec une orientation en Sciences Économiques et Sociales au Lycée Henry Christophe de Diquini, où il a été président de sa promotion. Il a commencé des études en Sciences Juridiques à l'École de Droit et des Sciences Économiques de Gonaïves (Haïti), mais a dû les interrompre. Plus tard, il a obtenu un diplôme en Gestion Parlementaire et Politique Publique à la Universidad Nacional de San Martín (UNSAM) et un diplôme en Philosophie de la Libération à l'Universidad de San Isidro Dr. Plácido Marín. Il est également membre du Programa de Investigación y Extensión sobre Afrodescendencia y Estudios Afrodiaspóricos (UNIAFRO) au sein de la Escuela Interdisciplinarios de los Altos Estudios Sociales (EIDAES) de la Universidad Nacional de San Martín (UNSAM),

### Profession
En 2018, Jackson Jean rejoint le Ministère Public de la Défense de Buenos Aires en tant qu'expert en traduction et interprétation du créole haïtien. Il a également travaillé comme facilitateur linguistique pour British Council et enseignant de la langue et culture haïtienne au Centro Universitario de Idiomas (CUI) de Buenos Aires. Entre 2020 et 2022, il a été designé formateur en gestion des conflits et consultant en genre et transparence à la Direction des Sapeurs Pompiers du Ministère de la Sécurité de la Nation Argentine. Il a également été expert volontaire en assistance humanitaire et souveraineté alimentaire au sein de l'Agence de coopération internationale et assistance humanitaire (ACIAH) de la Chancellerie Argentine,,,,.
Depuis septembre 2023, il se consacre à des campagnes pour la réparation historique, et à l’articulations entre les mouvements sociaux, écologistes et paysans haïtiens et ceux du Sud global. Il copilote le Réseau hémisphérique des droits des migrants haïtiens (REDMA) et collabore avec des agences de presse internationales pour visibiliser les luttes des Haïtiens et des migrants.

## (Co) Initiatives et/ou contributions
- Socioeconomic Reparatory Justice for Haiti, The Repair Campaign (2024)[22]
- Première Marche Nationale des Afro Argentins, Afrodescendants et Africains en Argentine (2023)[23]
- Première série/film afroargentin(e) télévisé(e) «Los Hermanos Afro» (Réalisé par Wisny Dorcé)[24]
- Hommage à Jean F. Brièrre (1909-1992) et sa femme Dila Vieux. (2022/23)[25],[26],[27]
- Première Rencontre Nationale des Enseignants, Formateurs et Éducateurs Populaires d’Ascendance Africaine en Argentine (2022)[28]
- Premier Forum contre le racisme dans l’enseignement supérieur en Argentine (2021)[29]
- Première Assemblée Parlementaire des Leaders Afrodescendants et Afroargentins (2021)[30],[31]
- Plaidoirie pour la régularisation des migrants de la Caraïbe et du Sénégal (Régularisés finalement par les dispositions 940 et 941/2022) et l'abrogation du décret 70/2017 qui criminalisait les migrant(e)s (Abrogé finalement par le décret 138/2021)[32],[33]
- Plaidoirie pour le droit (posthume) du travailleur haïtien Emma Riosendaulv Joncka (2020) et contre la violence institutionnelle et raciste à l'encontre d'une femme enceinte, Angie Lafleur, Cherline Chery et Stanley Prunier et six (6) autres Haïtiens (2019)[34],[35],[36],[37],[38]
- etc.

## Œuvres

### Traductions
- Réflexions sur une lettre de Mazères: ex-colon français, adressée à m. J.C.L. Sismonde de Sismondi, sur les noirs et les blancs, la civilisation de l'Afrique, le royaume d'Hayti, etc. (1816) (Pas encore publiée en espagnol)
- Réflexions politiques sur quelques ouvrages et journaux français concernant Hayti (1817) (Pas encore publiée en espagnol)
- Etc.

### Articles et/ou essais
- Le dilemme bloncourtien : Abattre les gangs armés par la violence ou chercher une solution pacifique pour restaurer la paix en Haïti ?, Haitianaute (5 novembre 2024)
- «Au-delà de la Copa America: Football, racisme et xénophobie en Argentine. Analyse du chant raciste de l’équipe nationale senior masculine argentine de football», AlterPresse (20 Juillet 2024)
- «La historiografía comprueba que el racismo anti-negro es un peligro también para las personas blancas (aunque ellas lo niegan)», Afro Colectiva (29 Mai 2024)
- «Aumento de Armas de Destrucción Masiva (ADM) producto del paradigma capitalista del desarrollo e independencia», Correo Alba ( 28 Mai 2024)
- Jean-Jacques Dessalines, qui est ce Libérateur d'Haïti qui a influencé le Monde et particulièrement la Russie? Haitianaute (18 Novembre 2023)
- «El machismo en la masculinidad afrodescendiente: un producto occidental», La Tinta (22 Juin 2022).
- «Un Haïtien répond à un article raciste d'un journal argentin sur Henry Christophe», Profile Ayiti (03 octobre 2021).
- «Haití, más allá de los mitos. De exterminios y olvidos: la primera república negra del mundo.». Revista ALAI, No 553, Page 11 (13 Aout 2021).
- «La lucha por el aborto legal viene desde la esclavitud», El Grito del Sur (18 novembre 2020).
- etc.

## Distinctions
- Prix Ten Outstanding Young Persons – TOYP, 2023. Joven Cámara Internacional de Buenos Aires. «Contribution à l'Enfance, à la Paix Mondiale et aux Droits Humains», Argentine[39],[40].
- Certificat de Distinction, 2023. Agencia de Cooperación Internacional y Asistencia Humanitaria (ACIAH), Argentine[41].
- Bourse Spéciale (Fellowship), 2024. Octroyée spécifiquement aux plus remarquables leaders et activistes d'ascendance africaine. Bureau du Haut-Commissariat des Nations Unies aux Droits de l'Homme (HCDH), Suisse.